# Батальйон Муравйова
Батальйон Муравйова — з лютого 1942 — 101-й шуцманшафт батальйон (нім. 101 Batalion Schutzmannschaft / SchutzmannschaftsBtl. 101), з червня-липня 1944 року перетворений на 23-й шуцманшафт-батальйон СД ( нім. 23 Schutzmannschafts-Bataillon der SD ), з 12 вересня 1944 - добровольчий батальйон Муравйова (нім. Freiwillige-Einsatz-Bataillon «Murawjew»)  — добровольче з'єднання у складі військ СС, що складається в переважній більшості з колишніх солдатів і молодшого командного складу РСЧА російської, української та білоруської національності, що брало участь у бойових діях на боці Третього Рейху.

## Історія формувань

### 101-й шуцманшафт батальйон
Змішаний російсько-українсько-білоруський підрозділ, сформований у лютому 1942 року в Старокостянтинові .
Складався з колишніх солдатів РСЧА. На чолі батальйону стояв колишній майор Червоної армії В'ячеслав  (Ростислав?) А. Муравйов. Здійснював охорону ліній зв'язку на території окупованої радянської України, в районі Старокостянтинова.У липні 1943 року батальйон був переведений в окуповану Білорусь, де бився з партизанами. У березні 1944 року був виведений із структур поліції. У квітні-травні 1944 року батальйон брав участь у каральній антипартизанській операції «Весняне свято» проти Полоцько-Лепельської партизанської зони на території Вітебської області Білорусі . У червні-липні 1944 року було перетворено на 23-й шуцманшафт батальйон СД, командиром якого залишився Муравйов.

### 23-й шуцманшафт батальйон СД
23-й шуцманшафт батальйон СД (нім. 23 Schutzmannschafts-Bataillon der SD) брав участь в антипартизанських бойових діях в окупованій Білорусії у складі зондер-полку СС Дірлевангера . У липні його перевели в окуповану Францію, де він воював проти місцевих партизанів. У серпні деякі солдати перейшли на бік французів. 12 вересня 1944 року батальйон увійшов до складу 30-ї гренадерської дивізії СС 1-го формування під час її формування на основі добровольців із шуцманшафту бригади «Зіглінг» під командуванням оберштурмбанфюрера Ганса Зіглінга.

### Добровольчий батальйон Муравйова
До цього моменту 30-та гренадерська дивізія СС 1-го формування зазнала заколоту та масового дезертирства (в результаті якого повністю дезертували 2 батальйони), чим були викликані чищення особового складу та зміни в структурі дивізії. 12 вересня 1944 року відбулася реорганізація дивізії, внаслідок якої було сформовано Добровольчий батальйон Муравйова (нім. Freiwillige-Einsatz-Bataillon «Murawjew»)  .
У складі угруповання СС «Südwest» батальйон діяв у масиві Веркор. У листопаді батальйон був відкликаний до рейху і в січні 1945 року включений до складу 77 гренадерського полку СС новоствореної 30-ї гренадерської дивізії СС 2-го формування .
Значний відсоток особового складу становили вихідці з Білорусі. Незважаючи на це, офіційною мовою для документації було обрано російську. Моральний дух підрозділу був високий. Пияцтво та бешкетники довелося забороняти окремим наказом  .
Пізніше всіх білорусів, що служили у цьому з'єднанні, відправили формування 1-ї дивізії Російської визвольної армії .